# L'Inspecteur Cadavre (téléfilm, 1968)
Pour l’article homonyme, voir L'Inspecteur Cadavre.
Pour plus de détails, voir Fiche technique et Distribution.
L'inspecteur Cadavre est un téléfilm français réalisé par Michel Drach, qui fait partie de la série Les Enquêtes du commissaire Maigret, d'après le roman homonyme de Georges Simenon. Il a été adapté par Jacques Rémy et Claude Barma. La première diffusion date du 3 août 1968 ; l'épisode, d'une durée de 82 minutes, est en noir et blanc.

## Synopsis
À la demande d'un de ses confrères, Maigret est convoqué dans la petite ville de Niort pour mener l'enquête dans la famille Bréjon. Quelques jours plus tôt, un jeune homme a été retrouvé mort près de la voie ferrée. Tout le monde dans le voisinage fait mine de ne rien savoir, l'affaire passe presque inaperçue mais les Bréjon sont victimes d'un chantage par lettres anonymes. Maigret est chargé d'enquêter discrètement pour essayer de tomber sur quelques preuves tangibles. Sur place, il croise souvent l'ancien inspecteur parisien Cavre, dit Cadavre, reconverti dans les investigations privées. L'ancien policier ne semble toutefois pas le reconnaître,.

## Fiche technique
- Titre : L'Inspecteur Cadavre
- Réalisation : Michel Drach
- Adaptation : Claude Barma et Jacques Rémy
- Dialogues : Jacques Rémy
- Musique : Raymond Bernard
- Directeur de la photographie : Michel Carré
- Décors : Raymond Nègre, Roger Jodelay, Jean Tridon
- Ensemblier : Alain Mounoury
- Costumes : Janic Andrillon
- Images : Maurice Venier, Alain Escaudemaison, François Granier
- Ingénieurs du son : Guy Solignac et Edouard Hoffman
- Montage : Jean-Claude Auguet et Michel Bourignault
- Bruitage : Albert Platzman
- Documentation sonore : Christian Londe
- Mixage : Gérard Bockenmeyer
- Chef de production : Robert Asso
- Script-girls : Danielle Baudy et Annie Dequen
- Assistants réalisateur : M. Benoist, Jean-Pierre Alessandri, Jacques Fansten

## Distribution
- Jean Richard : Commissaire Maigret
- Christian Barbier : Étienne Naud
- Michel Tureau : Louis Fillou
- Jean Martin : Alban Groult-Cotelle
- Étienne Bierry : Inspecteur Cavre
- Marie Servanne : Louise Naud
- Berthe Bovy : Madame Bréjon  (sociétaire honoraire de la Comédie Française)
- Béa Tristan : Geneviève Naud
- Germaine Delbat : Madame Retailleau
- Jeanne Pérez : Mademoiselle Rinquet
- Jean-Pierre Moutier : le facteur Joseph
- Christian Brocard : le laitier Désiré
- Louise Chevalier : la mère de Louis
- Marie-Aude Echelard : la patronne du « Lion d’or »
- Albert Harivel : un consommateur au « Lion d’or »
- Henri Coutet : un consommateur au « Lion d’or »
- Yvonne Legrand : Léontine, la bonne
- Georges Spanelly : le médecin